# Mucrochernes hirsutus
Mucrochernes hirsutus är en spindeldjursart som först beskrevs av Banks 1914.  Mucrochernes hirsutus ingår i släktet Mucrochernes och familjen blindklokrypare. Inga underarter finns listade i Catalogue of Life.